# Lengkongwetan
Lengkongwetan is een bestuurslaag in het regentschap Majalengka van de provincie West-Java, Indonesië. Lengkongwetan telt 2830 inwoners (volkstelling 2010).